# Edward Wejner
Edward Wejner (ur. 1 stycznia 1931 w Rychłowicach, zm. 30 października 2020) – generał brygady Wojska Polskiego, doktor nauk wojskowych. 

## Życiorys
Edward Wejner urodził się 1 stycznia 1931 roku Rychłowicach, w powiecie wieluńskim. Jego ojciec był ślusarzem w fabryce maszyn rolniczych, a matka pracowała w gospodarstwie swoich rodziców. W 1935 przybył wraz z rodzicami do Gdyni.
W okresie od 2 września 1949 roku do 2 września 1951 roku był podchorążym Oficerskiej Szkoły Piechoty Nr 3 w Elblągu. W 1951 był dowódcą plutonu piechoty w 43 pułku piechoty w Stargardzie Szczecińskim. Następnie dowodził kompanią obrony przeciwchemicznej w samodzielnym batalionie obrony przeciwchemicznej w Grupie. W 1952 pełnił obowiązki dowódcy baterii 122 mm haubic w 76 Warszawskim manewrowym pułku artylerii w Toruniu. Od września 1953 roku do 1955 roku był wykładowcą taktyki wojsk chemicznych w Oficerskiej Szkole Obrony Przeciwchemicznej w Rembertowie (od października 1954 roku w Krakowie). W latach 1955–1958 był słuchaczem Akademii Sztabu Generalnego w Rembertowie. W latach 1969–1975 dowodził 35 pułkiem desantowym w Gdańsku-Wrzeszczu.
15 grudnia 1970 na podstawie decyzji Władysława Gomułki „w sprawie użycia broni przez siły porządkowe i wojsko w sytuacji bezpośredniego atakowania milicjantów i żołnierzy, podpalania lub niszczenia obiektów, stwarzania zagrożenia dla życia ludzkiego” dowodził w Gdańsku kolumną 7 czołgów PT-76 i 33 transporterów opancerzonych OT-62 TOPAS.
W 1975 objął funkcję dowódcy 2 Podlaskiej Brygady Zmotoryzowanej Wojsk Obrony Wewnętrznej w Białymstoku. Od 1976 do 1978 kierował 14 Mazurską Brygadą Zmotoryzowaną Wojsk Obrony Wewnętrznej w Olsztynie. W 1978 był organizatorem X zmiany Polskiej Wojskowej Jednostki Specjalnej w Doraźnych Siłach Zbrojnych Organizacji Narodów Zjednoczonych na Bliskim Wschodzie. Następnie był szefem sztabu X i dowódcą XI zmiany Polskiej Wojskowej Jednostki Specjalnej w Doraźnych Siłach Zbrojnych ONZ w Egipcie i Syrii.
W 1979 wrócił do kraju i stanął ponownie na czele 14 Mazurskiej Brygady Zmotoryzowanej Wojsk Obrony Wewnętrznej w Olsztynie. W 1984 roku obronił pracę na temat działań zaczepnych związków taktycznych wojsk lądowych i otrzymał tytuł doktora nauk wojskowych. W sierpniu 1985 objął funkcję dowódcy Nadwiślańskich Jednostek Wojskowych Ministerstwa Spraw Wewnętrznych (oddelegowany z MON do MSW). Funkcję tę pełnił do 4 maja 1992. 31 grudnia tego samego roku zakończył służbę wojskową.
W wyborach do sejmu w 2007 kandydował bez powodzenia jako kandydat bezpartyjny z listy Samoobrony RP w okręgu gdyńskim.
Żonaty z Wandą, córką Stanisława i Marii Świrskich, miał dwoje dzieci. Pochowany na Cmentarzu Łostowickim w Gdańsku w kolumbarium.

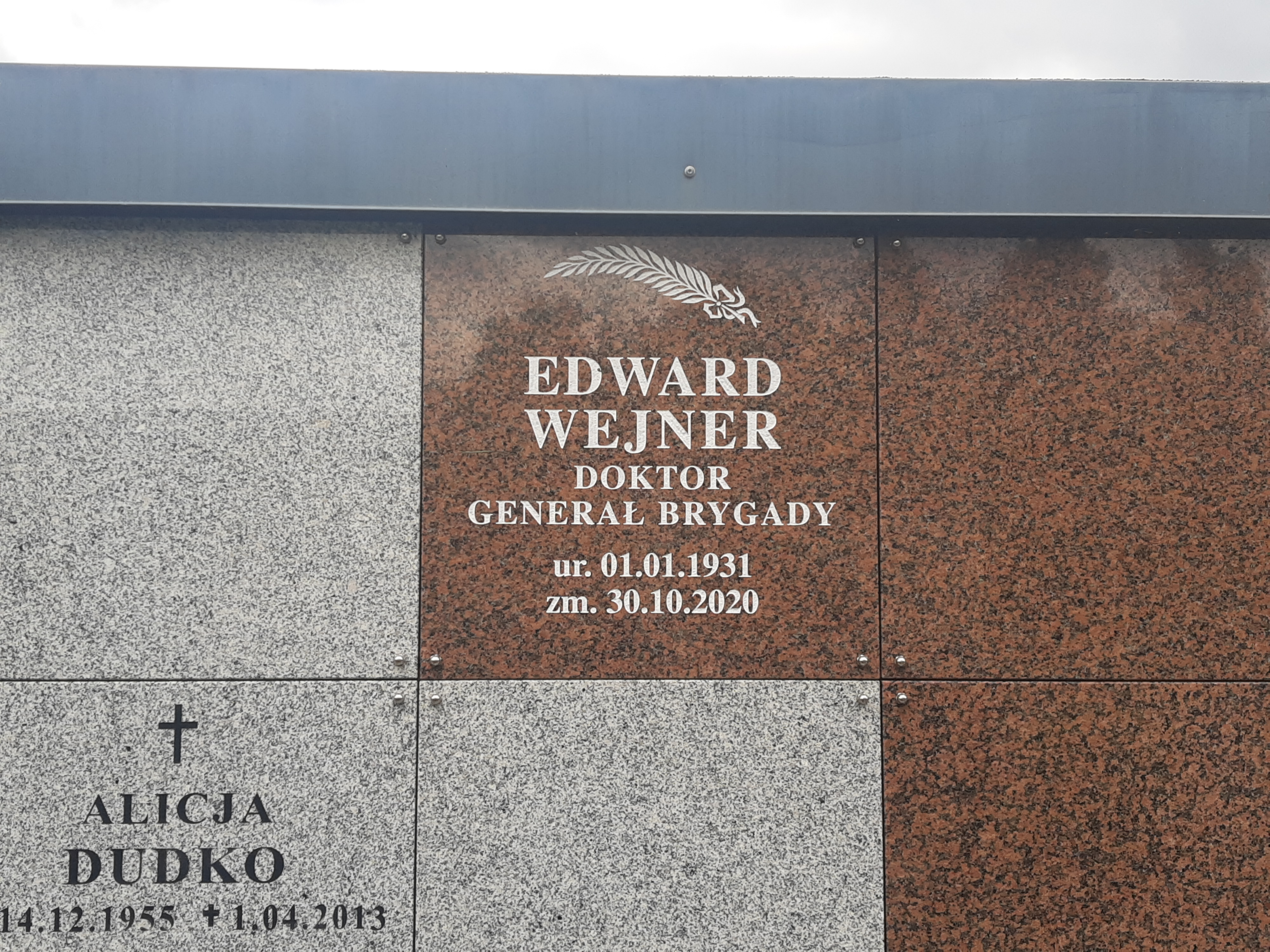
Grób gen. Edwarda Wejnera na Cmentarzu Łostowickim w Gdańsku

## Awanse
W trakcie wieloletniej służby w ludowym Wojsku Polskim otrzymywał awanse na kolejne stopnie wojskowe:
- podporucznik 2 września 1951
- porucznik 12 października 1953
- kapitan 12 października 1956
- major 12 października 1961
- podpułkownik - 1966
- pułkownik - 1972
- generał brygady 11 października 1986

## Ordery i odznaczenia
- Krzyż Komandorski Orderu Odrodzenia Polski (1989)
- Krzyż Oficerski Orderu Odrodzenia Polski (1982)
- Krzyż Kawalerski Orderu Odrodzenia Polski (1979)
- Złoty Krzyż Zasługi (1970)
- Złoty Medal Siły Zbrojne w Służbie Ojczyzny (1972)
- Srebrny Medal Siły Zbrojne w Służbie Ojczyzny
- Złoty Medal „Za zasługi dla obronności kraju” (1984)
- Złoty Krzyż „Za Zasługi dla Związku Kombatantów RP i Byłych Więźniów Politycznych” (2005)
- Medal ONZ w Służbie Pokoju (dwukrotnie, 1978 i 1979)
- Wielka złota odznaka honorowa „Zasłużony w rozwoju województwa katowickiego” (1986)[7]
- Wpis do Honorowej Księgi Czynów Żołnierskich (1983)